# Sabiha Kasimati
Sabiha Kasimati (Edirne, 15 de septiembre de 1912-26 de febrero de 1951) fue una ictióloga albanesa y disidente del régimen comunista de su país. Fue fusilada, siendo una las víctimas del régimen de Enver Hoxha quien había sido su compañero de escuela.

## Biografía
Kasimati nació en la ciudad turca de Edirne, donde su padre ejercía como médico. Posteriormente, su familia regresó a Korçë en Albania, donde se convirtió en la primera mujer en ingresar en el Liceo Nacional Albanés, de inspiración francesa, logro por el cual logró un cierto renombre. Uno de sus compañeros de estudio en el liceo sería el futuro dictador Enver Hoxha.
Gracias en parte a su excelente acento y conocimiento del idioma francés, dio clases en el Instituto de las Mujeres de Korçë. Después de esto, estudió biología en el Colegio Americano-Albanés de la misma población. Los resultados que logró le permitieron obtener una rara beca para estudiar en el extranjero. Asistió a la universidad en Turín, Italia, donde obtuvo calificaciones perfectas. Regresó a trabajar en el Instituto de Ciencias de Albania en Tirana después de rechazar una oferta de trabajo en la Universidad de Turín. Se convirtió en la primera ictióloga de Albania trabajando bajo la científica Selahudin Toto. Pasó una década documentando los peces de su país desde un punto de vista científico y económico, ya que creía que los peces eran un recurso subutilizado. Ignoraba las normas sociales y vivía sola en un piso en Tirana, pero participaba en la vida intelectual de la ciudad.
Cuando su antiguo compañero de escuela Enver Hoxha llegó al poder, entre los primeras víctimas de la represión estuvieron los grupos intelectuales, casusando precupación en Kasimari cuando la primera mujer escritora albanesa fue arestada y su antigua maestra Selahudin Toto fue ejecutada. Kasimari tuvo una entrevista con Hoxha pero fue en vano.
Fue acusada de colocar una bomba en la embajada soviética en Tirana, en un caso fabricado contra ella y otros 21 intelectuales, siendo la única mujer de dicho grupo.
Kasimati fue acusado bajo la nueva Ley de Agitación y Propaganda contra el Estado y murió cerca de Tirana. Fue fusilada sin juicio de ningún tipo, la noche del 26 de febrero de 1951. Kasimati y los demás ejecutados fueron enterrados en un campo cerca de la ciudad.

## Legado
Su enorme trabajo fue publicado pero no bajo su nombre. «Peces de Albania» documentó los peces de los lagos, ríos y mares albaneses y fue publicado bajo el nombre del científico ruso Anatoly Poliakov y dos investigadores albaneses en 1955.
A Kasimati se le atribuye el origen de la idea de un Museo Nacional de Ciencia de Albania. En octubre de 2018 se anunció que el Museo Nacional de Ciencia de Albania recibiría su nombre y que un área del museo se reservaría para la historia de su vida y su sacrificio.